# Günther Wolf (Chorleiter)
Günther Wolf (* 20. März 1925 in Langenbernsdorf; † 3. März 2018 in Stralsund) war ein deutscher Chordirektor und Dirigent.

## Leben und Wirken
Er besuchte die Grundschule in Pöhlau und von 1935 bis 1943 das Realgymnasium Chemnitz. 1943 wurde er zur deutschen Kriegsmarine eingezogen und war als Fähnrich zur See interniert und entlassen. Von 1946 bis 1948 besuchte er das staatliche Gymnasium in Herne, danach absolvierte er bis 1951 ein privates Musikstudium mit den Prüfungen zum Musikerzieher und Chordirigent.
Günther Wolf begann seine Karriere als Schüler von Paul Kurzbach. Er belegte Seminare und Meisterkurse bei Helmut Koch und Igor Markewitsch und assistierte 1954 bei den Bayreuther Richard-Wagner-Festspielen.
1951 begann er seine Tätigkeit als Chordirektor am damaligen Landestheater Altenburg. Hier gründete er zudem einen Konzertchor. Ab 1956 war Wolf als Chordirektor für 27 Jahre am Volkstheater Rostock tätig. Unter seiner Leitung und Initiative erfolgte 1964 die Neugründung der Rostocker Singakademie. Wolf war auch bei den Störtebeker-Festspielen in Ralswiek auf Rügen in den Jahren 1959 bis 1961 und 1980 und 1981 als Leiter der Profi- und Laienchöre tätig.
Am 1. August 1983 begann Günther Wolf ein Engagement am Stralsunder Theater. Auch hier gelang es ihm, den 1979 gegründeten Konzertchor zur im März 1989 erfolgten Anerkennung als Singakademie zu qualifizieren. Unter der Leitung Wolfs gelang bei der Fusion der Theater Stralsund und Greifswald zum Theater Vorpommern ein Übergang ohne Qualitätsverluste.
Unter der Leitung Günther Wolfs gelangten in Rostock und Stralsund in den Philharmonischen Konzerten eine breite Palette von chorsinfonischen Werken zur Aufführung, auch Uraufführungen von Auftragswerken. Bemerkenswert war dabei jeweils das gemeinsame Musizieren von Profi- und Laienchor, Opernchor und Singakademie. Die Singakademie Stralsund trat unter seiner Leitung in Sendungen der ARD und des ZDF auf.
Wolf wurde 1997 pensioniert, blieb aber für die Singakademie tätig. Bis Ende 2003 betreute er außerdem als Leiter den Kinderchor der Singakademie Stralsund.
Günther Wolf war Ehrenmitglied des Theaters Vorpommern, des Verbandes Deutscher Konzertchöre und seines Chores, der Singakademie Stralsund.
Die Stadt Stralsund ehrte Günther Wolf für seine besonderen Verdienste 2005 mit der Eintragung in das Ehrenbuch von Stralsund.